# Cantó de Montsinéry-Tonnegrande
El cantó de Montsinéry-Tonnegrande és una antiga divisió administrativa francesa situat a la regió d'ultramar de la Guaiana Francesa. Va desaparèixer el 2015.

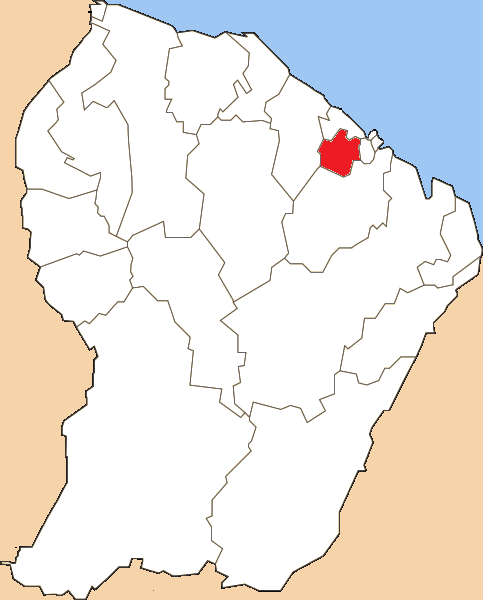
Cantó de Montsinéry-Tonnegrande

## Composició
El cantó aplega la comuna de Montsinéry-Tonnegrande:
| Data d'elecció                           | Identitat         | Partit      | Qualitat |
| ---------------------------------------- | ----------------- | ----------- | -------- |
| 2001-2008                                | André Lecante     |             |          |
| 2008-2015                                | Christian Porthos | autonomista |          |
| les dades anteriors no són pas conegudes |                   |             |          |
|                                          |                   |             |          |